# Тоти Соле
Жо́рди Соле́-и-Гали́ (кат. Jordi Soler i Galí) (творческий псевдоним Тоти Соле (кат. Toti Soler)) (род. Вилассар-де-Дальт, Барселона, 7 июня 1949 г.) — испанский каталонский гитарист, певец, композитор, один из важнейших авторов каталонского движения «Новая песня» (кат. Nova Cançó). Имея классическое образование, тем не менее, черпает вдохновение в джазе, фламенко и блюзе.

## Творчество
Дискография Тоти Солера весьма велика — не считая его совместные записи с Овиди Монтльором, он выпустил более 25 дисков, каждый из которых — свидетельство невероятного разнообразия музыкальных исканий автора. От каталонского фольклора, до фламенко, джаза и рока. Сотрудничал с такими музыкантами, как Лео Ферре (Léo Ferré), Тадж Махал (исп. Taj Mahal (músico)), Жорди Сабатес (исп. Jordi Sabatés), Мария дель Мар Бонет (исп. Maria del Mar Bonet) y Пау Риба (исп. Pau Riba). На протяжении 45-летней карьеры Тоти Соле выступал в залах Швейцарии, Франции, Италии, Германии, Польши, Швеции, Бразилии, США и Москве.
Сейчас живёт в Бахо-Ампурдан (исп. Bajo Ampurdán). В 2011 году вышел его последний диск — кат. 'Raó de viure' «Повод, чтобы жить».

## Награды
В 2005 году получил Национальную музыкальную премию Каталонии, а в 2006 получил Крест Сант-Жорди за заслуги перед каталонской культурой.